# 2006年冬季残疾人奥林匹克运动会德国代表团
2006年冬季残疾人奥林匹克运动会德国代表团是德国派出的2006年冬季残疾人奥林匹克运动会代表团。获得8枚金牌、5枚银牌和5枚铜牌。